# Bridge Creek
Bridge Creek är ett vattendrag i Kanada.   Det ligger i provinsen British Columbia, i den centrala delen av landet, 3 300 km väster om huvudstaden Ottawa. Bridge Creek ligger vid sjön Canim Lake.
I omgivningarna runt Bridge Creek växer i huvudsak barrskog. Trakten runt Bridge Creek är nära nog obefolkad, med mindre än två invånare per kvadratkilometer.